# Joe Knight Building
Das Joe Knight Building ist ein historisch bedeutsames Gebäude in Lebanon, Missouri.
Das dreigeschossige Haus wurde 1948 vom Apotheker Joe Knight im Stil der Streamline-Moderne erbaut und bis 1977 von ihm geschäftlich genutzt. Das längliche und schmale Gebäude hat Backsteinmauern und ein Flachdach, während Glasbausteine als Fenster die runde Ecke betonten. Das Erdgeschoss ist leicht nach hinten versetzt und hat ein einfaches flaches Vordach. Die Außenmauer ist mit zwei Gurtgesimsen verziert, die aus dunkleren Backstein gemauert sind. Joe Knight Building liegt im Geschäftszentrum der Bezirkshauptstadt des Laclede County.
Am 6. September 2005 wurde Joe Knight Building in das National Register of Historic Places aufgenommen.